# جيم تينانت
جيم تينانت (بالإنجليزية: Jim Tennant) هو لاعب كرة قاعدة أمريكي، ولد في 3 مارس 1907 في شبردزتاون في الولايات المتحدة، وتوفي في 16 أبريل 1967 في Trumbull, Connecticut ‏ في الولايات المتحدة.

## وصلات خارجية
- جيم تينانت على موقعبيزبول رفرنس.كوم (الدوري الرئيسي) (الإنجليزية)